# 12446 Джуліябраян
12446 Джуліябраян (12446 Juliabryant) — астероїд головного поясу, відкритий 15 серпня 1996 року.
Тіссеранів параметр щодо Юпітера — 3,784.